# Bądkowo Jeziorne
Bądkowo Jeziorne – wieś w Polsce położona w województwie mazowieckim, w powiecie płockim, w gminie Brudzeń Duży.
Wieś wchodzi w skład sołectwa Bądkowo Kościelne.
W latach 1975–1998 miejscowość administracyjnie należała do województwa płockiego.